# 辛亥首义烈士墓（一）
辛亥首义烈士墓（一），是湖北省人民委员会认定的第一批湖北省文物保护单位，包括刘公墓、蓝天蔚墓、蔡济民墓、刘静庵墓四座墓葬。均位于武汉市洪山区伏虎山烈士陵园。
| 图片 |        |          |          |          |
| 名称 | 刘公墓 | 蓝天蔚墓 | 蔡济民墓 | 刘静庵墓 |